# Vigogne
Vicugna vicugna
Ne doit pas être confondu avec Ludovic Vigogne.
Espèce
Classification phylogénétique
- Ongulés
  - Cétongulés
    - Cétartiodactyles
      - Tylopodes
        - Camélidés

Statut CITES
Statut CITES
Statut de conservation UICN

 LC  : Préoccupation mineure
Répartition géographique
La vigogne (Vicugna vicugna) est une espèce de mammifères d'Amérique du Sud qui vit sur les hauts plateaux de la cordillère des Andes. Tout comme l'alpaga, la vigogne appartient au genre Vicugna, au sein de la famille des camélidés. Une étude récente montre que, malgré quelques croisements, le lama, animal domestique, descend du guanaco, animal sauvage, alors que l'alpaga, animal domestique, descend de la vigogne, animal sauvage. La laine de sa toison particulièrement fine est utilisée pour fabriquer des vêtements de luxe.

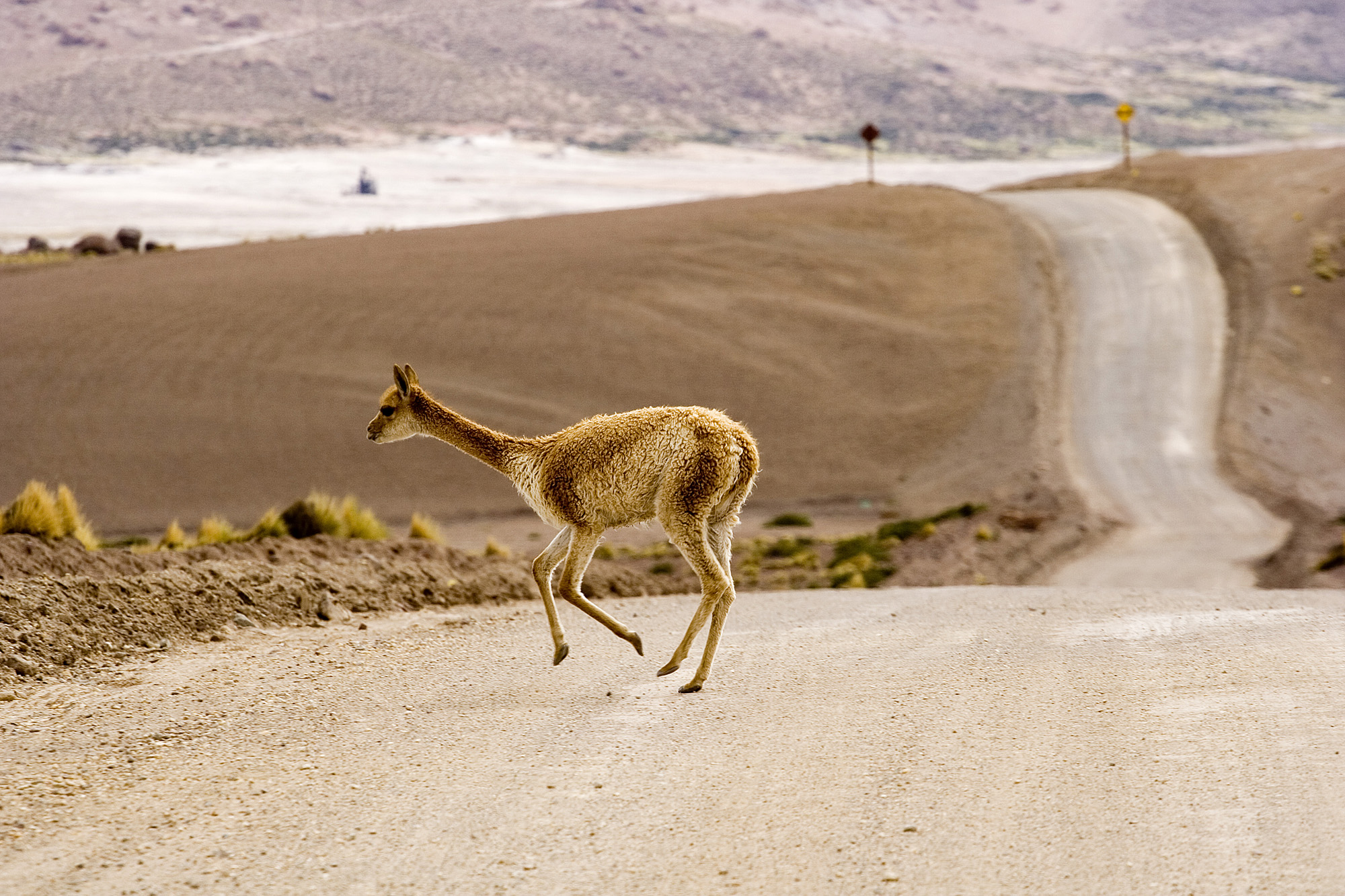
Vigogne dans le désert d'Atacama.

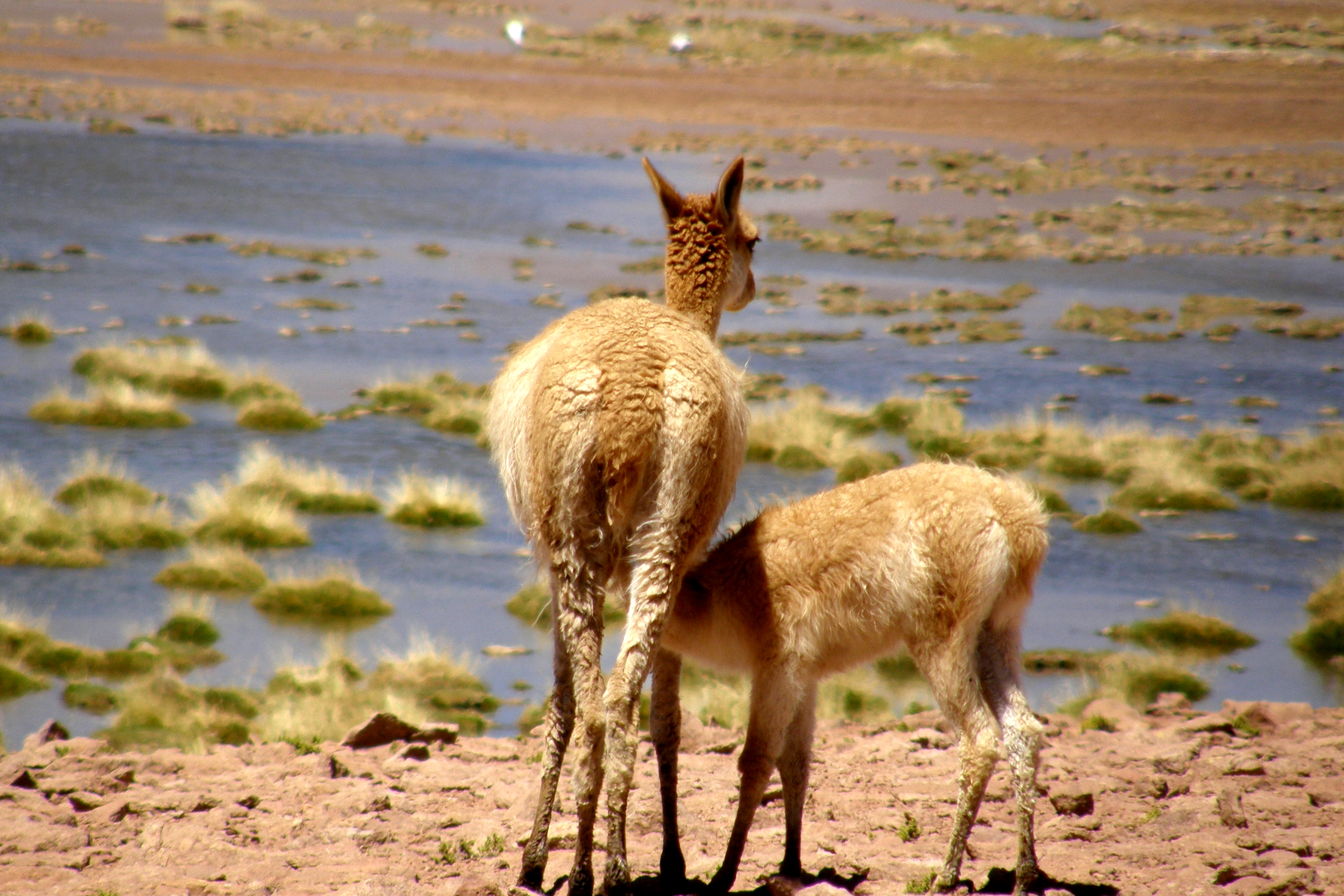
Vigogne allaitant (Vega de Putana, Chili).

## Caractéristiques
La vigogne a une hauteur au garrot de 0,75 à 1 m (1,30 à 1,50 m de haut à la tête) et elle est longue de 1,20 à 1,80 m, ce qui fait d'elle le plus petit des camélidés. La vigogne possède un cou long et musclé et un museau fin. Sa courte queue est fauve sur le dessus et blanche ou beige en dessous. Ses oreilles sont longues, pointues et fines, ses pattes, longues et fines également. Les incisives inférieures de la vigogne sont très longues et poussent continuellement, comme chez les rongeurs.
Son dos, son cou, sa tête et le devant de ses pattes sont de couleur fauve, contrairement à sa poitrine et au derrière de ses pattes qui eux sont de couleur blanche. Son pelage est constitué d'une fibre particulièrement fine (parmi les fibres naturelles seule la soie est plus fine). Son poitrail s'orne de longs poils blancs qui peuvent mesurer jusqu'à 30 cm de long. Son faible poids varie entre 40 et 60 kg.

## Écologie et comportement
La vigogne vit en groupes constitués d'un mâle, de deux ou trois femelles et de leurs petits dans 80 % des cas. Ces groupes sont appelés harems. Les 20 % restants sont des groupes constitués de quelques mâles célibataires qui partagent un même territoire.
La vigogne habite les hauts plateaux froids et déserts de la cordillère des Andes, qui se situent à une altitude comprise entre 3 500 et 5 800 m. Elle passe la plus grande partie de sa journée à se nourrir, réservant la nuit à la rumination. Les vigognes en harems restent groupées, hormis le mâle qui se maintient à 10 ou 15 m du groupe. Le vocabulaire sonore des vigognes est plutôt restreint, car à part des « onhonh » plaintifs qui servent à attirer les mâles, la vigogne ne se sert pas du son pour communiquer. Elle préfère les postures comme mode de communication, rarement on peut entendre une sorte de « Cuiii-cuiii » aigu qui sert de cri d'alerte.
La vigogne est un animal diurne. La vigogne n'utilise pas d'abri : la naissance des jeunes vigognes a lieu en pleine prairie et lorsqu'un orage de grêle éclate (ils sont fréquents sur les hauts plateaux de la cordillère des Andes), elle se couche, le cou allongé au ras du sol pour se protéger. La vigogne est très bien adaptée aux déplacements ; ses pattes longues et fines, ses doigts écartés et ses membres rapprochés du centre de gravité lui permettent de courir jusqu'à 40 km/h sur un terrain caillouteux, avec des pointes atteignant 50 km/h. Son long cou lui sert de balancier pour se stabiliser durant la course.

### Alimentation
La vigogne est herbivore : elle se nourrit uniquement de graminées ainsi que d'autres plantes herbacées. Elle réussit à sélectionner les jeunes pousses grâce à sa lèvre supérieure fendue en deux qui lui permet de trier les herbes. Ses incisives représentent une autre adaptation à son régime alimentaire, car elles sont très larges et poussent sans arrêt. Son long cou lui permet d'atteindre le sol pour brouter sans avoir à plier ses pattes.

### Prédateurs
Le puma, le renard des Andes et le condor sont les principaux prédateurs naturels de la vigogne. Après l'arrivée des Espagnols, en 1532, c'est l'homme, aidé du chien, qui a contribué à décimer l'espèce pour sa peau. Alors qu'il y avait 1,5 million de vigognes à l'époque des Incas, leur nombre a chuté d'une façon dramatique jusqu'à ce qu'il n'en reste presque plus, en 1965. Depuis cette date, la loi interdit la chasse de la vigogne, qui n'a donc officiellement plus rien à craindre de l'homme.
Une chasse traditionnelle annuelle à la battue, le chaccu, est encore autorisée dans certaines communautés andines. Mais l'animal rabattu sur un piège clôturé est désormais relâché après la tonte,.

## Habitat et répartition
La vigogne vit exclusivement en Amérique du Sud, principalement dans les Andes centrales. On trouve ces animaux en Bolivie, en Équateur, au Pérou, au Chili, et dans le nord-ouest de l'Argentine. Le Pérou possède la population la plus importante, tandis que la Bolivie compte une importante population sauvage dans le sud-ouest du pays.

## Classification
Tout comme l'alpaga, la vigogne appartient au genre Vicugna, au sein de la famille des camélidés. Une étude récente montre que, malgré quelques croisements, le lama, animal domestique, descend du guanaco, animal sauvage, alors que l'alpaga, animal domestique, descend de la vigogne, animal sauvage.

## Protection
Une partie des populations de vigognes d'Argentine, du Chili, toutes les populations du Pérou et de Bolivie sont inscrites à l'annexe II de la Cites. Toutes les autres populations sont inscrites à l'annexe I de la Cites. La protection instaurée depuis les années 1960 a permis à la population de se reconstituer, et elle est estimée à 150 000 animaux en 2008. La vigogne reste la cible du braconnage du fait du prix élevé de la laine.

### Programme européen pour les espèces menacées
En une trentaine d'années grâce à la mise en place de nombreuses zones protégées, notamment en Europe et par l'intermédiaire du Programme européen pour les espèces menacées (EEP), les effectifs sont passés de 6 000 vigognes en 1960 à plus de 340 000 individus[source insuffisante]. Mais malgré les mesures de protection, le braconnage existe toujours.

## Utilisation de la laine
La laine de vigogne était autrefois l'unique propriété de l'empereur Inca. En effet, les Incas tondaient autrefois les vigognes pour fabriquer des livrées impériales. Après la conquête espagnole, celle-ci devint la reine des fibres de luxe à travers le monde.
La toison de la vigogne est constituée de fils particulièrement fins (12 microns de diamètre) qui permettent de tisser une étoffe de très haute qualité procurant une excellente isolation au froid. Ce tissu, qui ne peut être fabriqué que manuellement, est utilisé pour l'habillement de luxe (il est plus cher que l'alpaga). Le cachemire semble rêche en comparaison du tissu obtenu, qui n'est pas teint pour préserver sa douceur. 
Plusieurs grandes maisons de couture utilisent désormais ce tissu, ce qui constitue une véritable aubaine pour les villageois qui vendent la laine des animaux qu'ils tondent. Loro Piana occupe une place leader du marché européen. Cependant, la marque a pu notamment se retrouver sous le feu des critiques ; en 2024, l'élu californien Robert Garcia l'accuse d'exploiter les populations andines pour cette laine. La même année, le Congrès Américain aurait demandé à son directeur, Antoine Arnault, de s'expliquer sur le sujet.
Cette laine est aussi appelée carmeline. 
En 2022 en Bolivie, la laine de vigogne s'échange pour 425 €/kg si bien traitée.

## Galerie

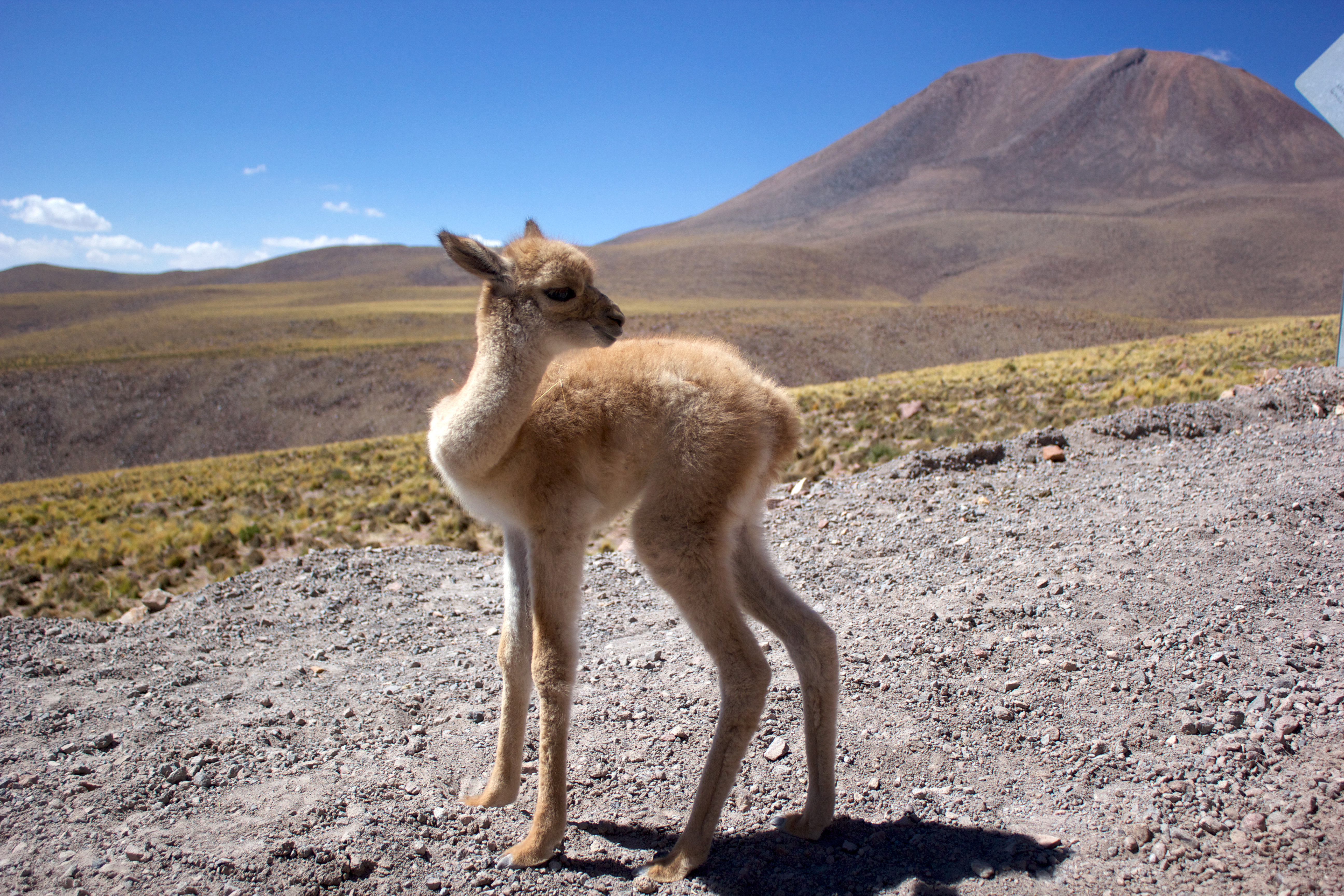
Un jeune au Chili.
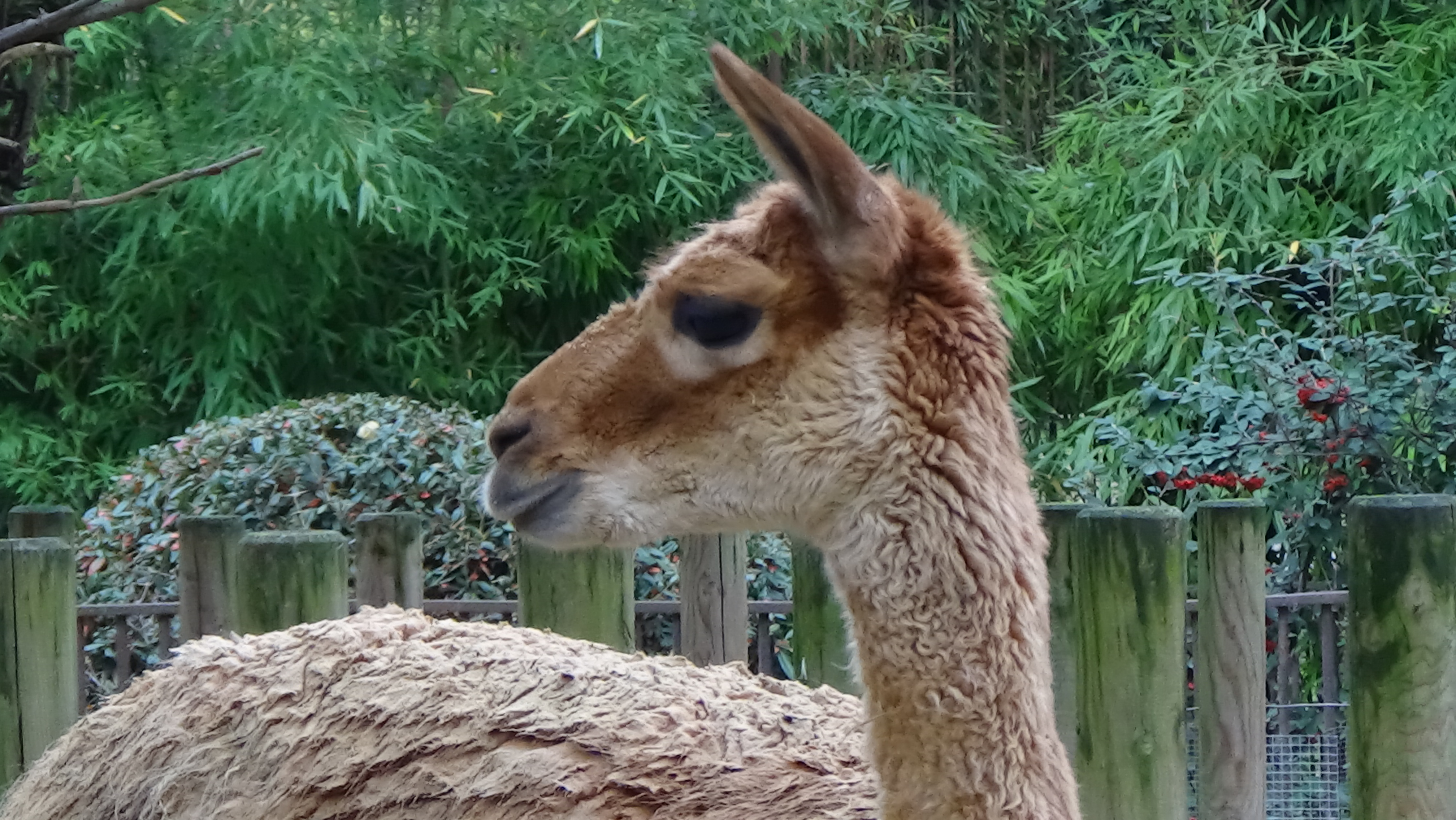
Adulte.
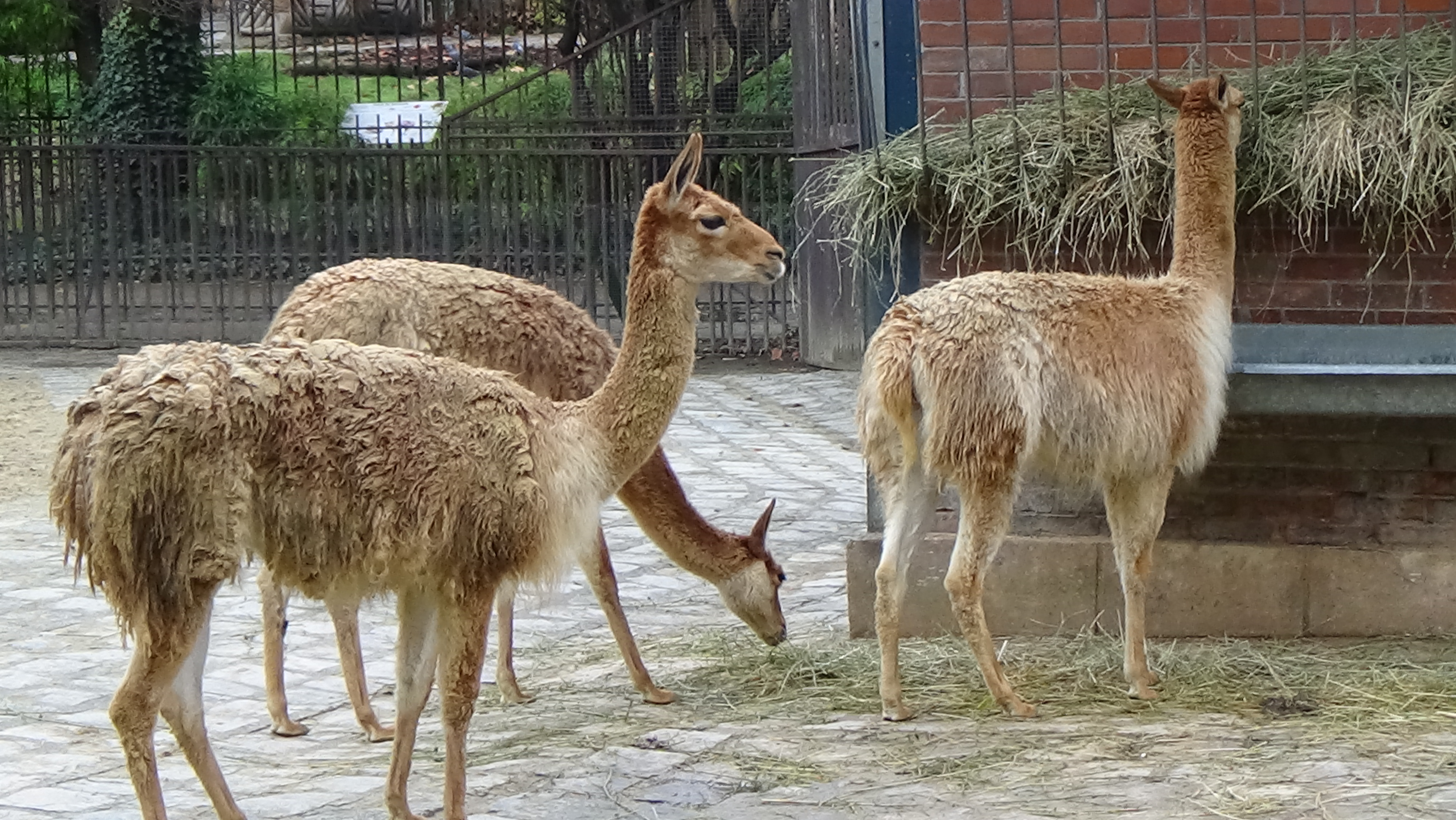
Groupe d'adultes en captivité.
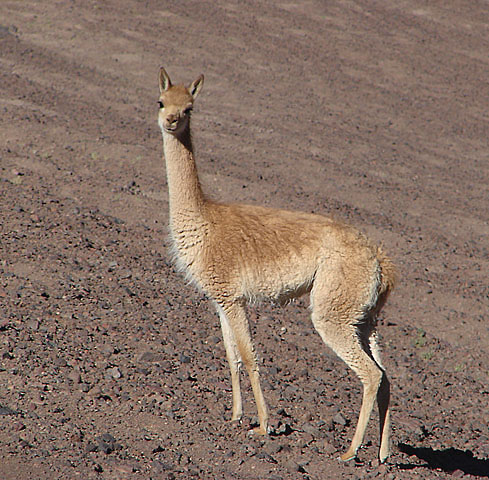
Un adulte en Argentine.
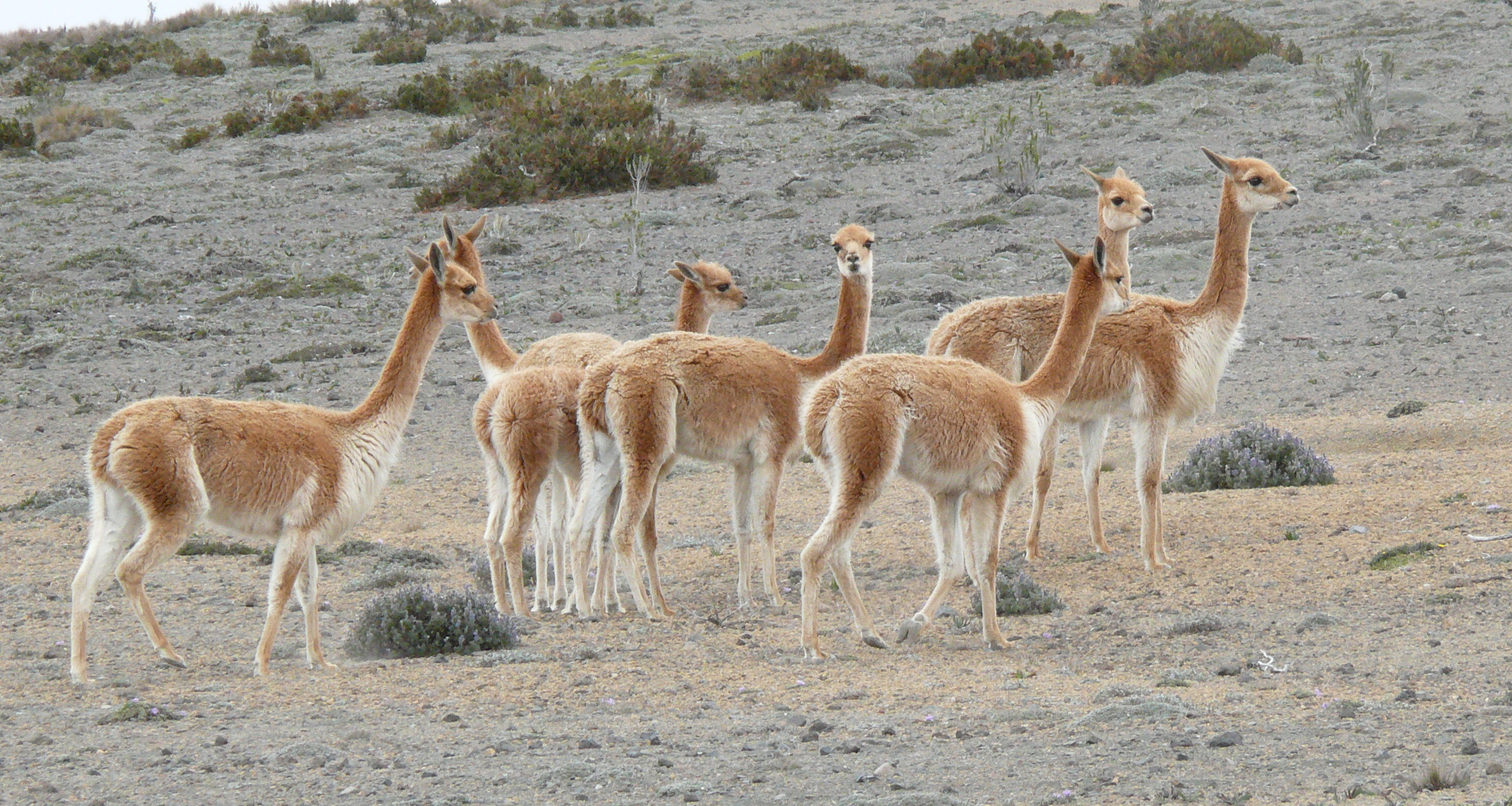
Un groupe en Équateur.
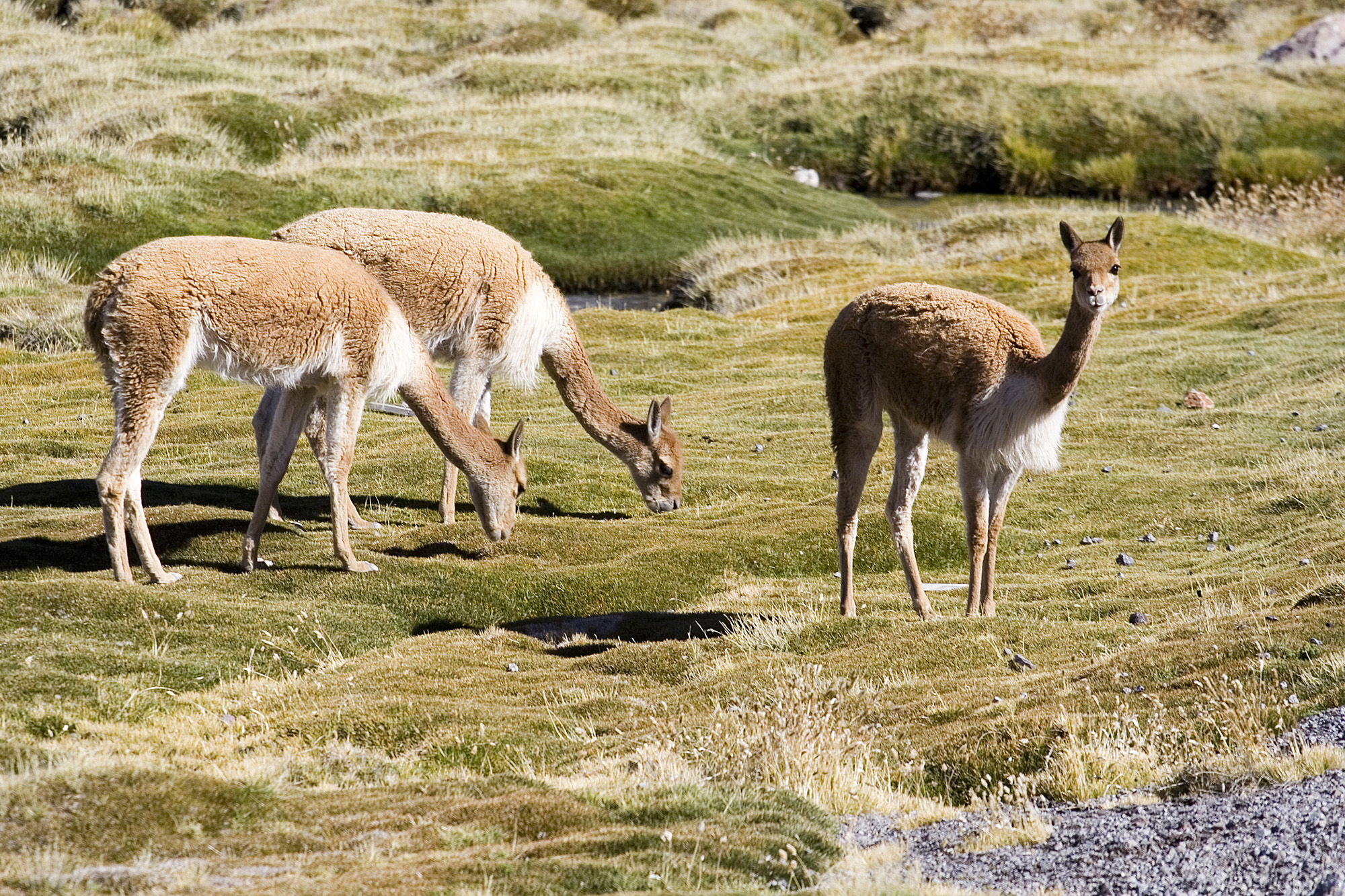
Un groupe dans le Nord du Chili.
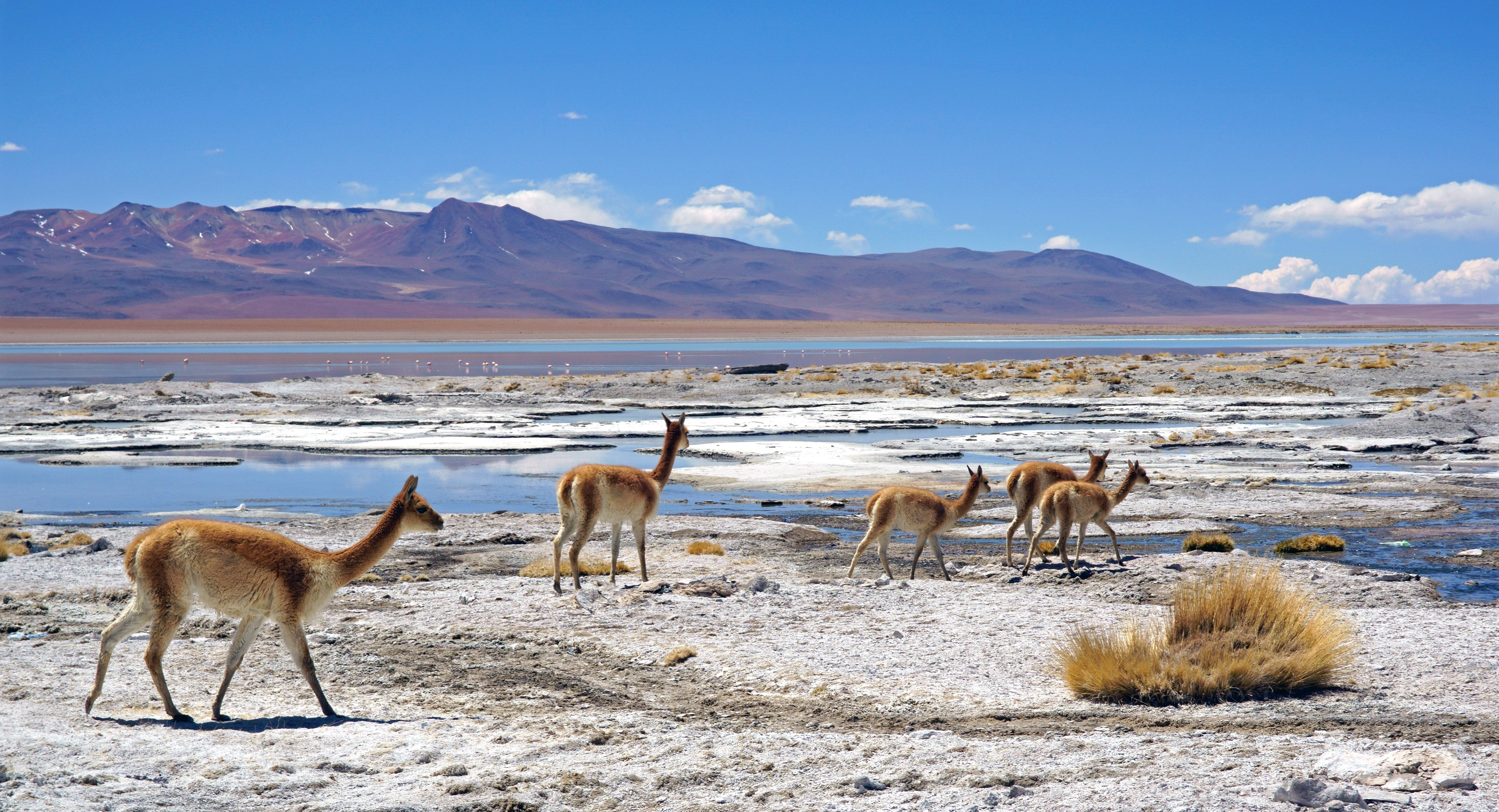
Des vigognes au Salar de Chalviri (Bolivie).